# Probabilidad frecuentista
La existencia de la probabilidad se deriva naturalmente de los principios de la existencia y la posibilidad. Sin la ocurrencia de un evento, la noción misma de probabilidad carecería de sentido. De acuerdo con la definición de relatividad en el diccionario de la Real Academia Española, la probabilidad es intrínsecamente relativa a la posibilidad. Aunque no se aborde explícitamente en este texto, es importante destacar que donde hay probabilidad, hay posibilidad, según esta concepción. 
En este contexto, se entiende por probabilidad frecuentista a la frecuencia relativa de un evento esperado en el largo plazo o luego de una secuencia de ensayos. Cuantas más veces se repita el experimento, al final las posibilidades de que ocurra cada uno de los sucesos será regular. Aunque cualquier comportamiento sea aleatorio, por proceso empírico llegaremos a una regularidad. Es cuando se lanza un dado y suponiendo cuantas veces cae el número que se seleccionó.
La estadística que estamos acostumbrados a utilizar es la estadística frecuentista, que es la que se desarrolla a partir de los conceptos de probabilidad y que se centra en el cálculo de probabilidades y los contrastes de hipótesis.
Utilizando la fórmula del límite cuando {\displaystyle N} tiende a infinito de {\displaystyle {\frac {n}{N}}} y nos da la probabilidad del suceso {\displaystyle P(S)}, o más gráficamente:

{\displaystyle \lim _{N\to \infty }{\frac {n}{N}}=P(S)}

Por tanto, la forma de calcular la probabilidad es usar la frecuencia relativa, ya que si se trata de un experimento aleatorio en el cual se repite muchas veces, la frecuencia relativa se acercara mucho a la probabilidad del suceso {\displaystyle P(S)} .